# Dave Gibbons
David Chester Gibbons, född 14 april 1949 i London, är en brittisk serietecknare. Han är mest känd för att ha tecknat Watchmen efter manus av Alan Moore.